# Liste der Biografien/Brac
Liste der Biografien |
Portal Biografien |
Personensuche
# |
A |
B |
C |
D |
E |
F |
G |
H |
I |
J |
K |
L |
M |
N |
O |
P |
Q |
R |
S |
T |
U |
V |
W |
X |
Y |
Z |
?
 
Ba |
Be |
Bd |
Bg |
Bh |
Bi |
Bj |
Bl |
Bm |
Bn |
Bo |
Br |
Bs |
Bu |
Bw |
By |
Bz
 
Bra |
Brc |
Brd |
Bre |
Brg |
Bri |
Brj |
Brk |
Brl |
Brn |
Bro |
Brp–Brt |
Bru |
Brv |
Bry |
Brz
 
Braa |
Brab |
Brac |
Brad |
Brae |
Braf |
Brag |
Brah |
Brai |
Braj |
Brak |
Bral |
Bram |
Bran |
Brao |
Braq |
Brar |
Bras |
Brat |
Brau |
Brav |
Braw |
Brax |
Bray |
Braz
Die Liste der Biografien führt alle Personen auf, die in der deutschsprachigen Wikipedia einen Artikel haben. Dieses ist eine Teilliste mit 256 Einträgen von Personen, deren Namen mit den Buchstaben „Brac“ beginnt.

## Brac
- Brac de la Perrière, Thierry (* 1959), französischer römisch-katholischer Geistlicher, Weihbischof in Lyon

### Braca
- Bracaglia, Uma (* 2007), spanische Schauspielerin
- Bracalli, Rafael Wihby (* 1981), brasilianischer Fußballtorhüter
- Bracamonte y Guzmán, Gaspar de († 1676), spanischer Staatsmann und Diplomat
- Bracamonte, Felipe (1935–2005), argentinischer Fußballspieler
- Bracamontes, Carlos (* 1959), mexikanischer Fußballspieler und -trainer
- Bracamontes, Jacqueline (* 1979), mexikanische Schauspielerin und Model
- Bracamontes, Jesús (* 1951), mexikanischer Fußballspieler und -trainer
- Bracardi, Franco (1937–2005), italienischer Komponist, Musiker und Schauspieler
- Bracardi, Giorgio (* 1935), italienischer Schauspieler und SynchronsprecherGiorgio Bracardi (* 1935)

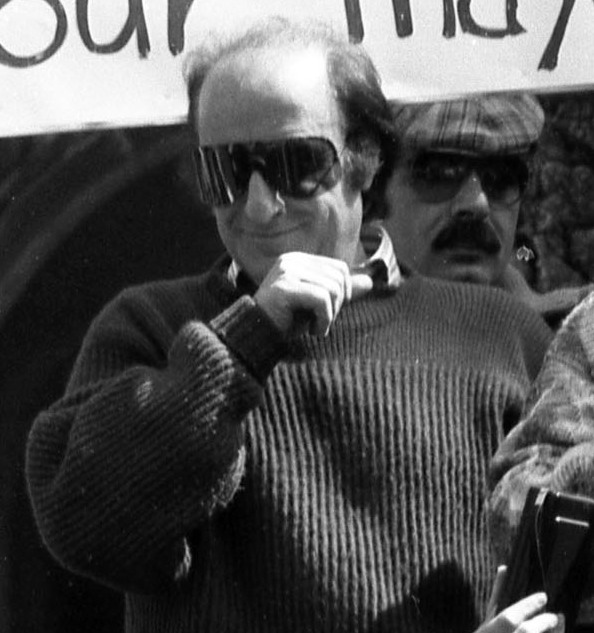
Giorgio Bracardi (* 1935)

### Bracc
- Bracchitta, Sandro (* 1966), italienischer Grafiker
- Bracci, Domenico Augusto (1717–1795), italienischer Antiquar und Gemmenforscher
- Bracci, Francesco (1879–1967), italienischer Kardinal der römisch-katholischen Kirche
- Bracci, François (1951–2023), französischer Fußballspieler und -trainer
- Bracci, Pietro (1700–1773), italienischer Bildhauer
- Bracci, Teda (* 1946), US-amerikanische Schauspielerin und Sängerin
- Bracciali, Daniele (* 1978), italienischer Tennisspieler
- Braccini, Lola (1889–1969), italienische Schauspielerin
- Braccioli, Grazio (1682–1752), italienischer Librettist
- Bracciolini, Francesco (1566–1646), italienischer Schriftsteller
- Bracco, Elizabeth (* 1957), US-amerikanische Schauspielerin
- Bracco, Giovanni (1908–1968), italienischer Automobilrennfahrer
- Bracco, Lorraine (* 1954), US-amerikanische SchauspielerinLorraine Bracco (* 1954)

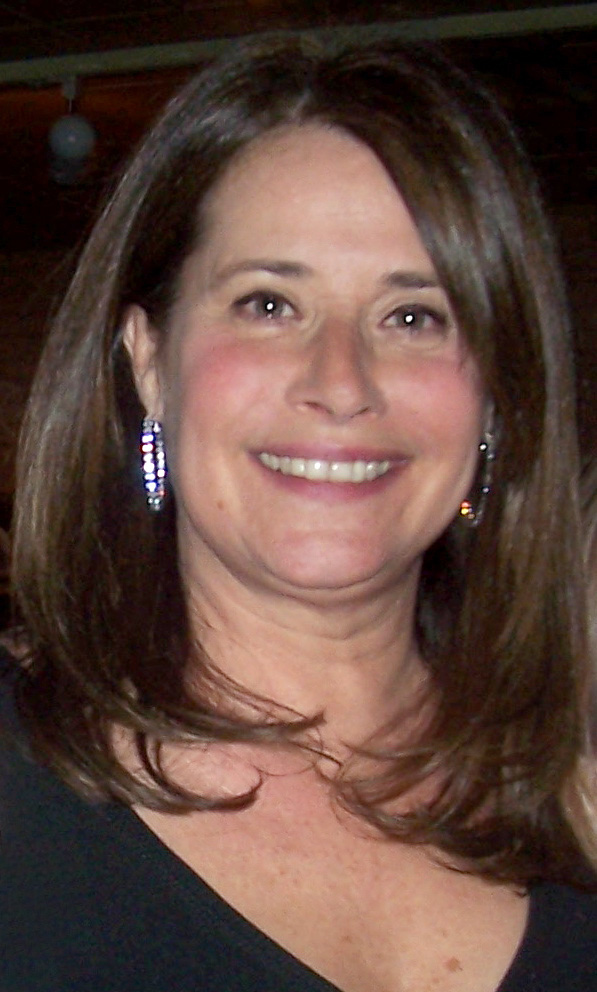
Lorraine Bracco (* 1954)

- Bracco, Vincenzo (1835–1889), italienischer Patriarch von Jerusalem
- Bracconeri, Fabrizio (* 1964), italienischer Schauspieler und Fernsehmoderator
- Bracconi, Christian (* 1960), französischer Fußballspieler

### Brace
- Brace (* 1986), niederländisch-surinamischer Sänger
- Brace, Cadence (* 2005), kanadische Tennisspielerin
- Brace, DeWitt Bristol (1859–1905), US-amerikanischer Physiker
- Braçe, Erion (* 1972), albanischer Politiker (PS)
- Brace, Jonathan (1754–1837), US-amerikanischer Politiker
- Brace, Robert (* 1964), englischer Fußballspieler
- Brace, Steve (* 1961), britischer Marathonläufer
- Brace, William (1926–2012), US-amerikanischer Geophysiker
- Braceful, Fred (1938–1995), US-amerikanischer Jazzmusiker (Schlagzeug, Komposition)
- Bracegirdle, Anne (1673–1748), englische Schauspielerin
- Bracelli, Giovanni Battista, italienischer Maler des Barock
- Bracelli, Virginia Centurione (1587–1651), Ordensgründerin, MystikerinVirginia Centurione Bracelli (1587–1651)
- Bracesco, Giovanni, Alchemist

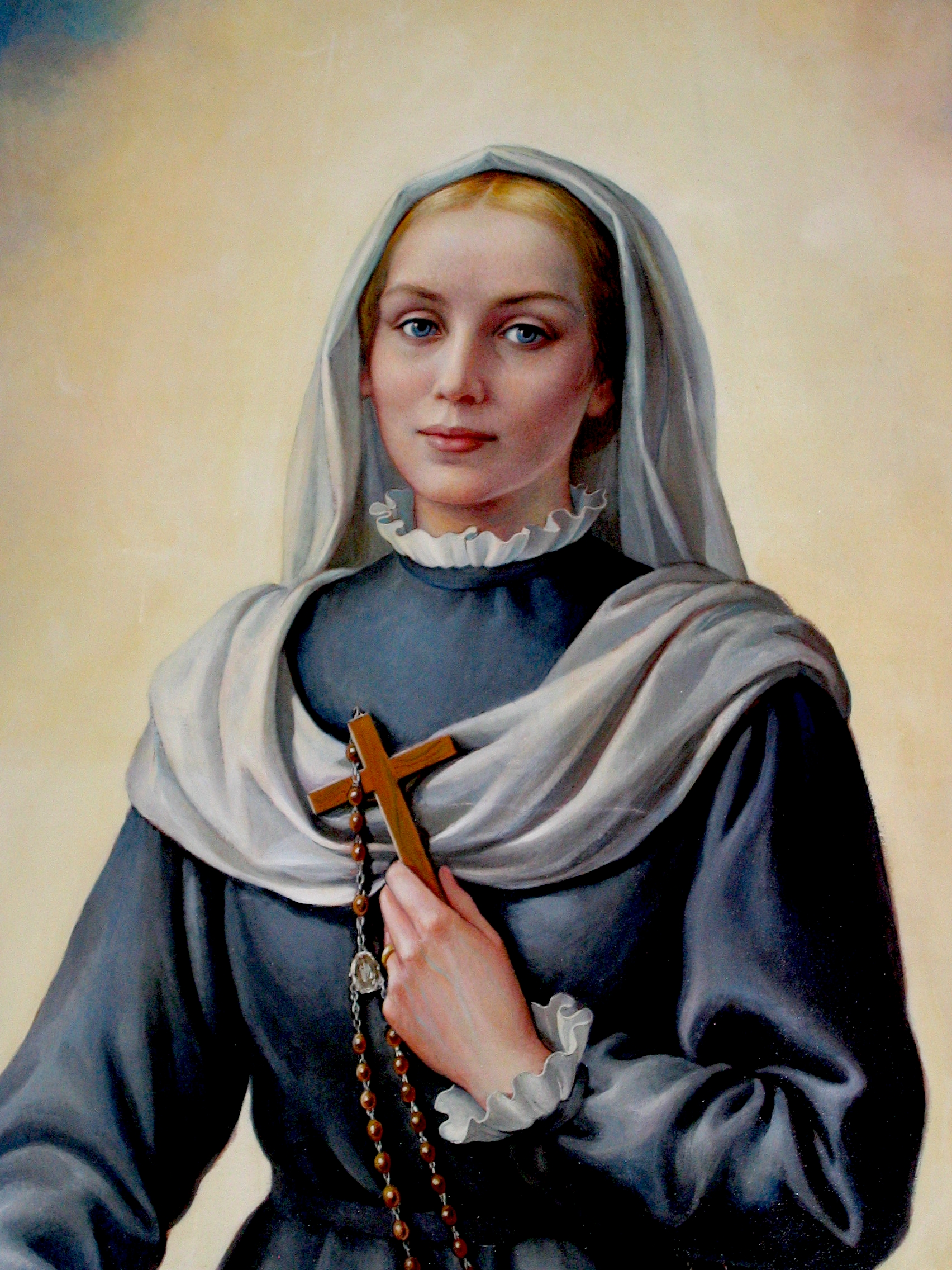
Virginia Centurione Bracelli (1587–1651)

- Bracesco, Renzo (1888–1982), italienischer Komponist und Musikpädagoge
- Bracetti, Mariana (1825–1903), puerto-ricanische Freiheitskämpferin
- Bracevich, Damien († 1830), französischer Dolmetscher dalmatischer Abstammung
- Bracewell, Lorna (* 1984), US-amerikanische Singer-Songwriterin und Gitarristin
- Bracewell, Michael (* 1991), neuseeländischer Cricketspieler
- Bracewell, Paul (* 1962), englischer Fußballspieler und -trainer
- Bracewell, Ronald N. (1921–2007), australischer Elektroingenieur, Physiker und Radioastronom
- Bracewell-Smith, Charles (* 1955), britischer Unternehmer
- Bracey, Bertha (1893–1989), englische Lehrerin, Quäkerin, Organisatorin britischer Flüchtlingshilfeaktionen während der Nazi-Zeit und Mitorganisatiorin der Kindertransporte nach England
- Bracey, Ishman (1901–1970), US-amerikanischer Bluesmusiker
- Bracey, Luke (* 1989), australischer SchauspielerLuke Bracey (* 1989)

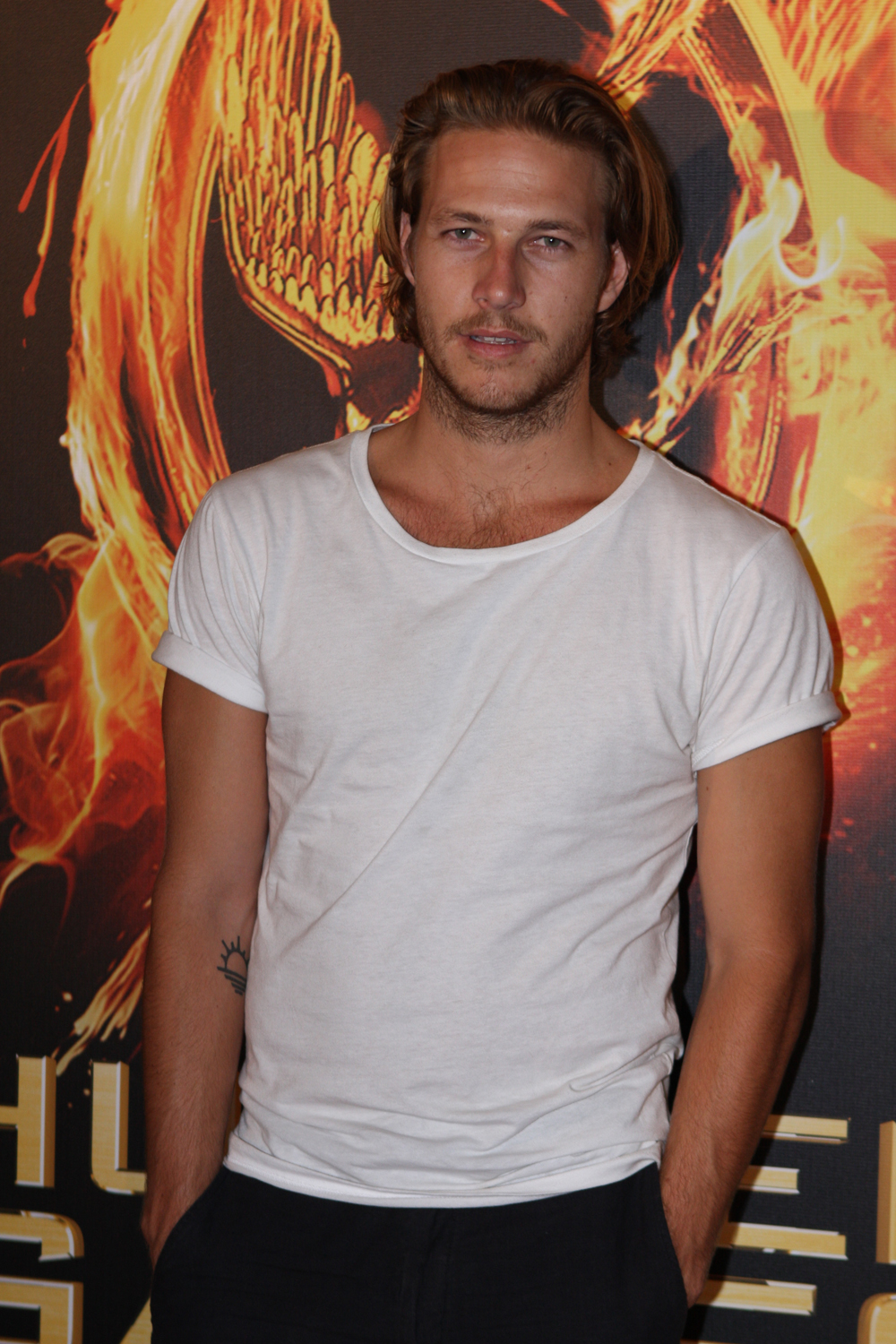
Luke Bracey (* 1989)

### Brach
- Brach, Gérard (1927–2006), französischer Drehbuchautor und Regisseur
- Brach, Gisela (1926–2017), deutsche Schriftstellerin und Bibliothekarin
- Brach, Martha (1899–1990), deutsche Politikerin
- Brach, Pierre de (1547–1605), französischer Advokat, Dichter
- Brach-Czaina, Jolanta († 2021), polnische Philosophin
- Brachard, Grégori (* 1980), französischer Volleyball- und Beachvolleyballspieler
- Bracharz, Kurt (1947–2020), österreichischer Schriftsteller und Journalist
- Brachat, Karl (1901–1971), deutscher Pädagoge und Politiker (CDU), MdL
- Brachelli, Hugo Franz von (1834–1892), österreichischer Statistiker und Hochschullehrer
- Bracher, Barbara (* 1980), Schweizer Triathletin
- Bracher, Beatriz (* 1961), brasilianische Autorin
- Bracher, Hans (1909–1955), Schweizer Architekt
- Bracher, Hans Wilhelm (1903–1967), Schweizer Verbindungsoffizier im Zweiten Weltkrieg
- Bracher, Ivo (* 1957), Schweizer Rechtsanwalt und Pionier generationengerechter Wohnimmobilien
- Bracher, Karl Dietrich (1922–2016), deutscher Politikwissenschaftler und Historiker
- Bracher, Rose (1894–1941), britische Biologin und Botanikerin
- Bracher, Tilman (* 1955), deutscher Verkehrsforscher
- Brachert, Hermann (1890–1972), deutscher Bildhauer und Hochschullehrer
- Braches-Chyrek, Rita (* 1968), deutsche Pädagogin
- Brachet, Albert (1869–1930), belgischer Embryologe und Hochschullehrer
- Brachet, Auguste (1845–1898), französischer Romanist
- Brachet, Jean (1909–1988), belgischer Biochemiker
- Brachet, Joël (1950–2018), französischer Autorennfahrer
- Brachetti, Arturo (* 1957), italienischer Varietékünstler und Schauspieler
- Brachfeld, Andrea (* 1954), amerikanische Jazzmusikerin (Flöten, Komposition)
- Brachfeld, Arielle (* 1987), US-amerikanische Schauspielerin, Filmproduzentin und Drehbuchautorin
- Brachfeld, Oliver (1908–1967), ungarischer Psychologe
- Brachi, José, uruguayischer Fußballspieler
- Brachila († 477), spätantiker römischer Offizier
- Brachinger, Hans Wolfgang (1951–2011), deutsch-schweizerischer Mathematiker und Stochastiker
- Brachlianoff, Estelle (* 1972), französische Ingenieurin und Unternehmerin
- Brachman, Ronald J. (* 1949), US-amerikanischer Informatiker
- Brachmann, Botho (* 1930), deutscher Archivar und Historiker
- Brachmann, Gerd (* 1959), deutscher Unternehmer
- Brachmann, Hans (1891–1969), österreichischer Politiker (SDAP), Landtagsabgeordneter, Abgeordneter zum Nationalrat, Mitglied des Bundesrates
- Brachmann, Hansjürgen (1938–1998), deutscher Mittelalterarchäologe
- Brachmann, Johannes (1867–1941), deutscher Arzt und Marinegeneraloberstabsarzt
- Brachmann, Johannes (* 1952), deutscher Kardiologe
- Brachmann, Karl (1870–1964), deutscher Bäckermeister und Politiker in Mecklenburg-Strelitz
- Brachmann, Louise (1777–1822), deutsche Schriftstellerin
- Brachmann, Monika (* 1944), deutsche Malerin und Grafikerin
- Brachmann, Ralf (* 1962), deutscher Karateka, Vizewelt-, Europameister
- Brachmann, Raymund (1872–1953), deutscher Architekt
- Brachmann, Ronald (* 1955), deutscher Politiker (SPD), MdL
- Brachmann, Wilhelm (1900–1989), deutscher Theologe und Religionswissenschaftler
- Brachmann, Willy (1903–1982), deutscher Funktionshäftling in Konzentrationslagern
- Brachmann-Teubner, Elisabeth (1935–2024), deutsche Archivarin
- Brachmanski, Hans-Peter (* 1957), deutscher Autor
- Brachmond, Jean (1892–1942), luxemburgischer römisch-katholischer Geistlicher und Märtyrer
- Brachner, Patrick (* 1992), aserbaidschanischer Skiläufer
- Bracho, Ángel (1911–2005), mexikanischer Maler und Grafiker
- Bracho, Coral (* 1951), mexikanische Dichterin und Übersetzerin
- Bracho, Julio (1909–1978), mexikanischer Regisseur, Drehbuchautor und Schauspieler
- Brachocki, Aleksander (1897–1945), polnischer Pianist
- Brachrogge, Hans, dänischer Musiker und Komponist
- Bracht, Auguste (1875–1939), deutsche Politikerin (SPD), MdL
- Bracht, Erich (1882–1969), deutscher Pathologe und Gynäkologe
- Bracht, Eugen (1842–1921), deutscher Maler und Hochschullehrer
- Bracht, Frank (1910–1985), US-amerikanischer Filmeditor
- Bracht, Franz (1877–1933), deutscher Jurist und Politiker (Zentrum, später parteilos), Oberbürgermeister von Essen, Reichsminister
- Bracht, Franz Anton (1773–1862), Beamter und Politiker
- Bracht, Friedrich (1781–1855), deutscher Rechtsanwalt und Politiker
- Bracht, Friedrich Wilhelm (1932–2010), deutscher Kaufmann und Direktor der Bremer Bank
- Bracht, Fritz (1899–1945), deutscher Politiker (NSDAP), MdR, MdL, Gauleiter von OberschlesienFritz Bracht (1899–1945)

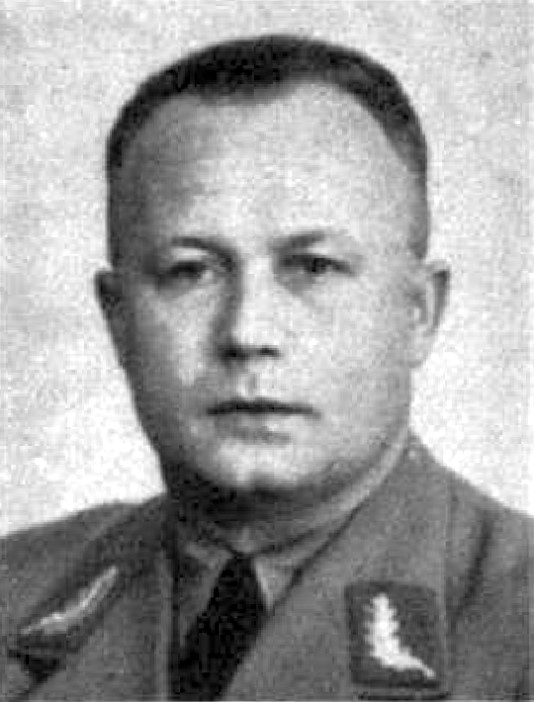
Fritz Bracht (1899–1945)

- Bracht, Georg (1831–1881), deutscher Richter und Parlamentarier
- Bracht, Hans Werner (1927–2005), deutscher Jurist und Hochschullehrer
- Bracht, Hans-Josef (* 1955), deutscher Politiker (CDU), MdL
- Bracht, Helmut (1929–2011), deutscher Fußballspieler und -trainer
- Bracht, Johann David Heinrich, deutscher Kommunaljurist, Oberbürgermeister von Stettin
- Bracht, Kai (* 1978), deutscher Skispringer
- Bracht, Katharina (* 1967), deutsche evangelische Theologin und Kirchenhistorikerin
- Bracht, Prosper (1811–1885), deutscher Burschenschafter, Jurist, Vermögensverwalter, Unternehmer und Autor
- Bracht, Regine (* 1959), deutsche Volleyballspielerin
- Bracht, Rini van (* 1947), niederländischer Karambolagespieler und Weltmeister
- Bracht, Theus (1900–1963), deutscher Politiker (SPD), MdL
- Bracht, Thomas (* 1970), deutscher Jazzmusiker (Piano, Komposition)
- Bracht, Timo (* 1975), deutscher TriathletTimo Bracht (* 1975)

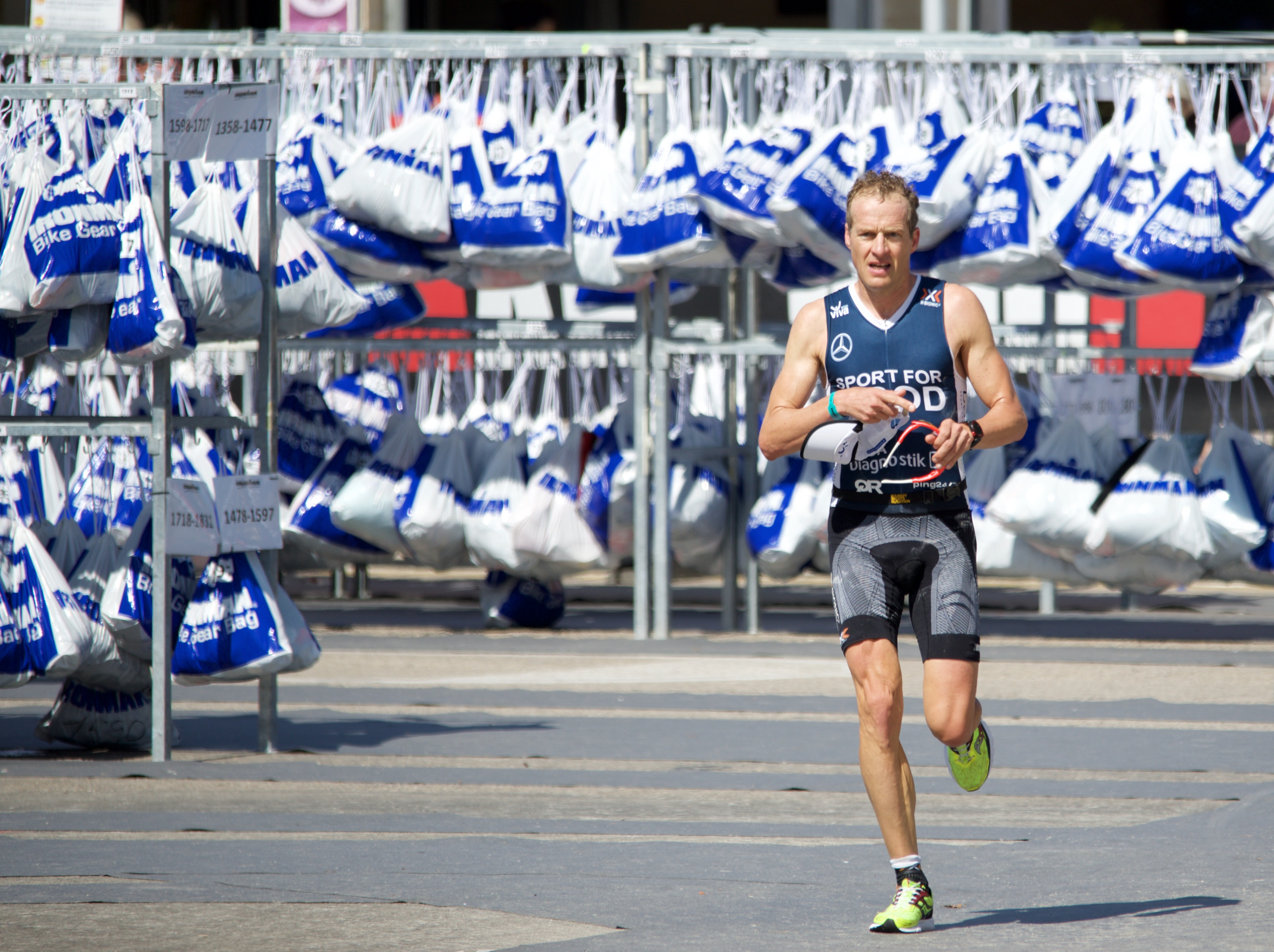
Timo Bracht (* 1975)

- Bracht, Uwe (1953–2016), deutscher Fußballspieler und -trainer
- Bracht, Viktor (1819–1887), deutschamerikanischer Geschäftsmann und Autor
- Bracht, Werner (1888–1980), deutscher Jurist, Ministerialbeamter und SS-Gruppenführer
- Bracht, Wilhelm (1891–1956), deutscher Unternehmer und Wehrwirtschaftsführer
- Bracht-Bendt, Nicole (* 1959), deutsche Politikerin (FDP), MdB
- Brachtel, Benedikt (* 1985), deutscher Komponist, Dirigent, DJ und Musikproduzent
- Brachtel, Rudolf (1909–1988), deutscher KZ-Arzt in Dachau
- Brachtendorf, Johannes (* 1958), deutscher Philosoph
- Brachtendorf, Kerstin (* 1972), deutsche Radsportlerin
- Brachthäuser, Christian (* 1975), deutscher Bibliothekar und Sachbuchautor
- Brachthäuser, Rudolf (1921–2016), deutscher Fußballspieler
- Brachthäuser, Wunibald Maria (1910–1999), deutscher Geistlicher und Dominikaner
- Brachum, Laurenz von († 1586), Baumeister der Renaissance
- Brachvogel, Albert Emil (1824–1878), deutscher Schriftsteller
- Brachvogel, Carry (1864–1942), deutsche SchriftstellerinCarry Brachvogel (1864–1942)

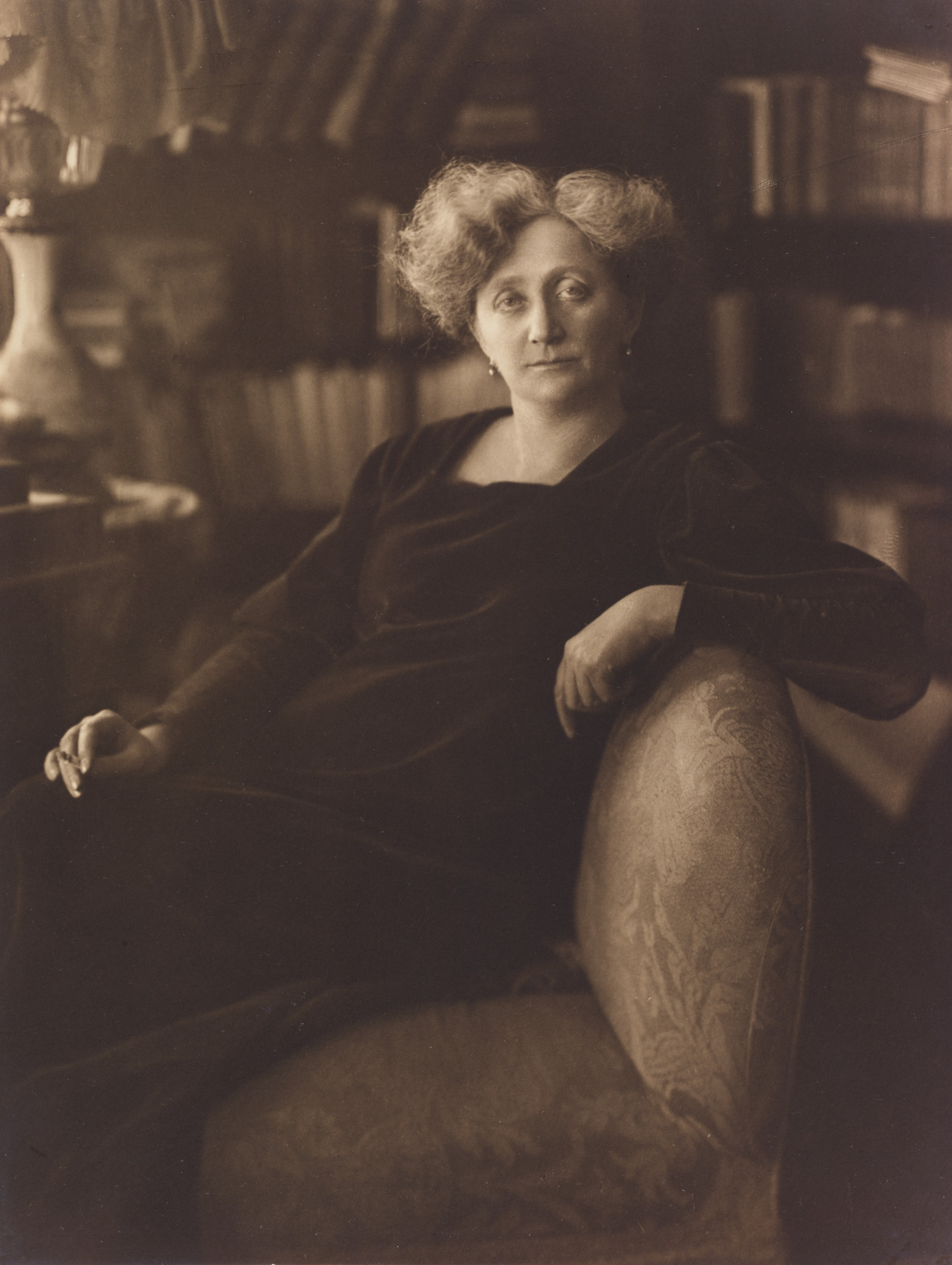
Carry Brachvogel (1864–1942)

- Brachvogel, Frank (* 1969), deutscher Journalist
- Brachvogel, Heinz-Udo (1889–1934), deutscher Filmjournalist

### Braci
- Bracigliano, Gennaro (* 1980), französischer Fußballspieler

### Brack
- Brack Egg, Antonio (1940–2014), peruanischer Agrarwissenschaftler und Ökologe, peruanischer Umweltminister (2008–2011)
- Brack, Alistair (1940–2014), schottischer Fußballspieler
- Brack, Bill (* 1935), kanadischer Autorennfahrer
- Brack, Daniel (* 1981), deutscher Handballspieler
- Brack, Emil (1860–1906), deutscher Genremaler und Aquarellist
- Brack, Friedrich Adolf (1827–1893), Abgeordneter des Provinziallandtages der Provinz Hessen-Nassau
- Brack, Fritz (* 1896), deutscher Politiker (KPD), MdL Mecklenburg-Strelitz
- Brack, Georg, deutscher Komponist
- Brack, Georg (1931–2014), deutscher Ingenieur und Professor für Automatisierungstechnik
- Brack, Gustav (1892–1953), deutscher Gewerkschafter und Landespolitiker (BdS, SPD, SED)
- Brack, Hanna (1873–1955), Schweizer Lehrerin
- Brack, J. Allen, US-amerikanischer Spieleentwickler
- Brack, John (1920–1999), australischer Maler und Grafiker
- Brack, John (1950–2006), Schweizer Country- und Gospel-Sänger
- Brack, Kaspar († 1618), deutscher Zisterzienserabt
- Brack, Katrin (* 1958), deutsche Bühnenbildnerin
- Bräck, Kenny (* 1966), schwedischer Rennfahrer (Auto)Kenny Bräck (* 1966)

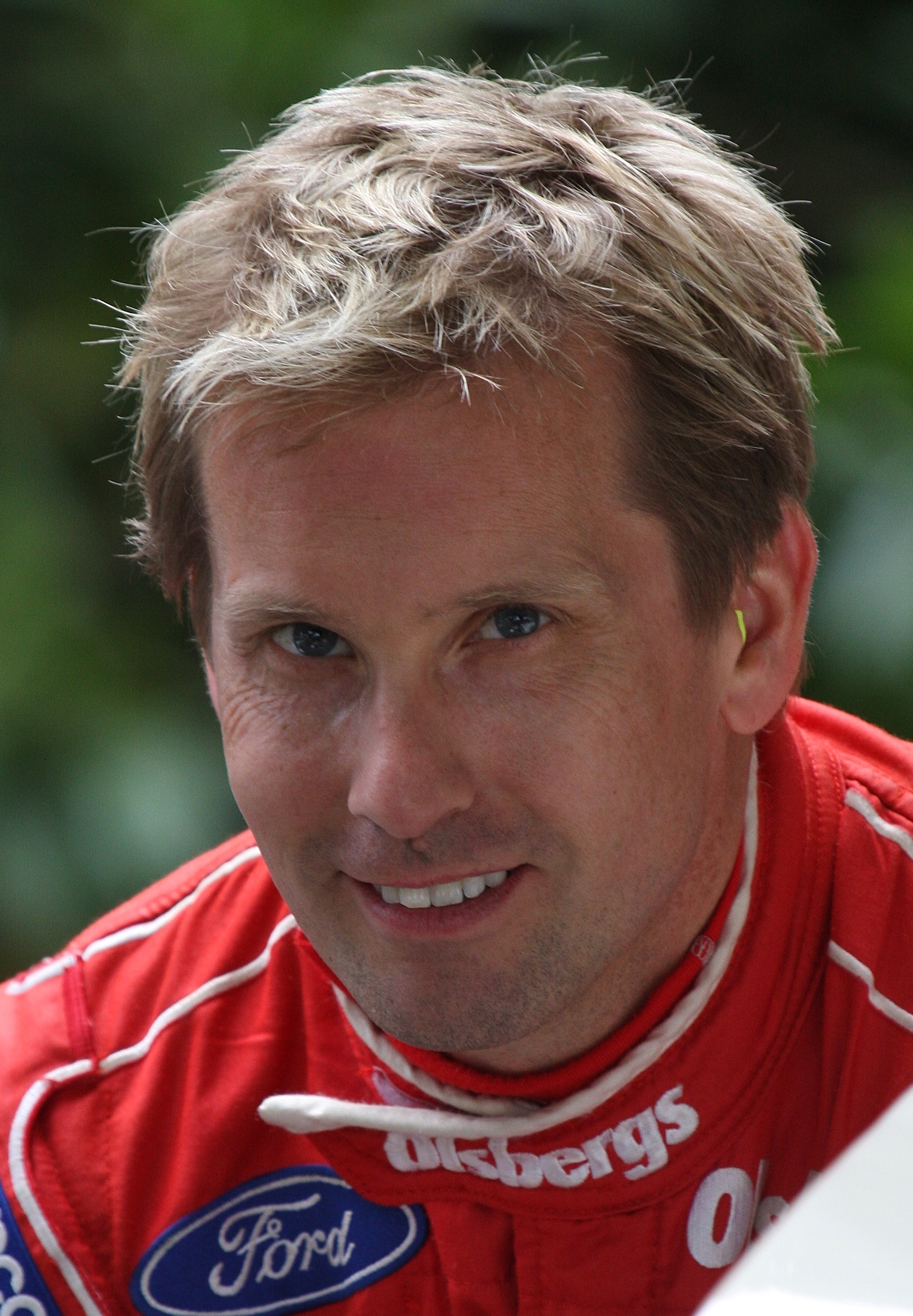
Kenny Bräck (* 1966)

- Brack, Koen (* 1981), niederländischer Fußballspieler
- Brack, Robert (* 1959), deutscher Krimiautor
- Brack, Roland (* 1972), Schweizer Unternehmer, Investor und Rallyefahrer
- Brack, Rolf (1953–2023), deutscher Handballspieler und -trainer
- Brack, Udo B. (1941–2002), deutscher Psychologe und Hochschullehrer
- Brack, Viktor (1904–1948), nationalsozialistischer Funktionär, zum Tode verurteilter KriegsverbrecherViktor Brack (1904–1948)

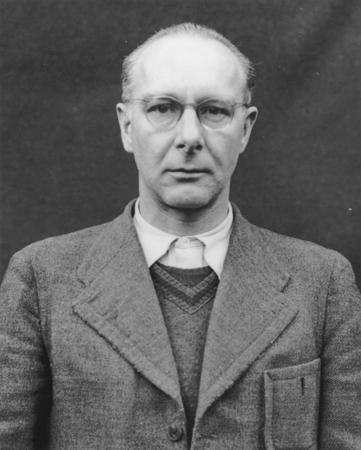
Viktor Brack (1904–1948)

- Brack, Walter (1880–1919), deutscher Schwimmer
- Brack, Wenzeslaus († 1495), Frühhumanist und Wörterbuchautor
- Bräck, Wilhelm (1875–1968), deutscher Architekt
- Bracke, Daniel von der (* 1992), deutscher Fußballspieler
- Bracke, Ferdinand (* 1939), belgischer Radrennfahrer
- Bracke, Glenn (* 1970), belgischer Künstler und Unternehmer
- Bracke, Joachim Christoph (1738–1801), deutscher evangelisch-lutherischer Geistlicher und Hauptpastor an der Hauptkirche Sankt Nikolai in Hamburg
- Bracke, Johann Christian († 1710), deutscher Müller- und Zimmermeister
- Bracke, Otto (1872–1934), Braunschweiger Rechtsanwalt und Notar
- Bracke, Wilhelm (1842–1880), deutscher Verleger, Publizist und Politiker (SDAP), MdR
- Brackebusch, Georg Friedrich (1799–1883), deutscher Freimaurer, Unternehmer und Politiker, MdFN
- Brackebusch, Hans (1808–1880), deutscher Theologe und Politiker
- Brackebusch, Lotte (1898–1978), deutsche Schauspielerin und Hörspielsprecherin
- Brackebusch, Ludwig (1849–1906), deutscher Geologe, Mineraloge und Paläontologe
- Brackeen, Charles (1940–2021), US-amerikanischer Jazz-Saxophonist
- Brackeen, Joanne (* 1938), US-amerikanische Jazz-Pianistin und -Komponistin
- Brackel, Casimir Christoph von (1686–1742), Landhofmeister und Kanzler des Herzogtums Kurland und Semgallen
- Brackel, Ferdinande von (1835–1905), westfälische Schriftstellerin
- Brackel, Franz Ferdinand von (1790–1873), deutscher Rittergutsbesitzer und Politiker
- Brackel, Georg von (1828–1883), deutscher Rittergutsbesitzer und Politiker
- Brackel, Heinrich Otto von († 1713), königlich schwedischer Generalmajor
- Brackel, Heinrich Rudolph von (* 1790), königlich bayerischer Oberst und Oberstkommandant des Chevaulegers-Regiment Nr. 5
- Brackel, Hugo von (1834–1907), deutscher Rittergutsbesitzer und Verwaltungsbeamter
- Brackel, Johann von († 1651), Ritterschaftshauptmann der estländischen Ritterschaft
- Brackel, Karl Hugo von (1716–1768), kurtrierischer General in Koblenz
- Brackel, Woldemar von (1807–1877), kaiserlich russischer Generalmajor
- Brackelmann, Calvin (* 1999), deutscher Fußballspieler
- Bracken, Alexandra (* 1987), amerikanische Schriftstellerin
- Bracken, Brendan, 1. Viscount Bracken (1901–1958), britischer Politiker, Mitglied des House of Commons
- Bracken, Eddie (1915–2002), US-amerikanischer SchauspielerEddie Bracken (1915–2002)

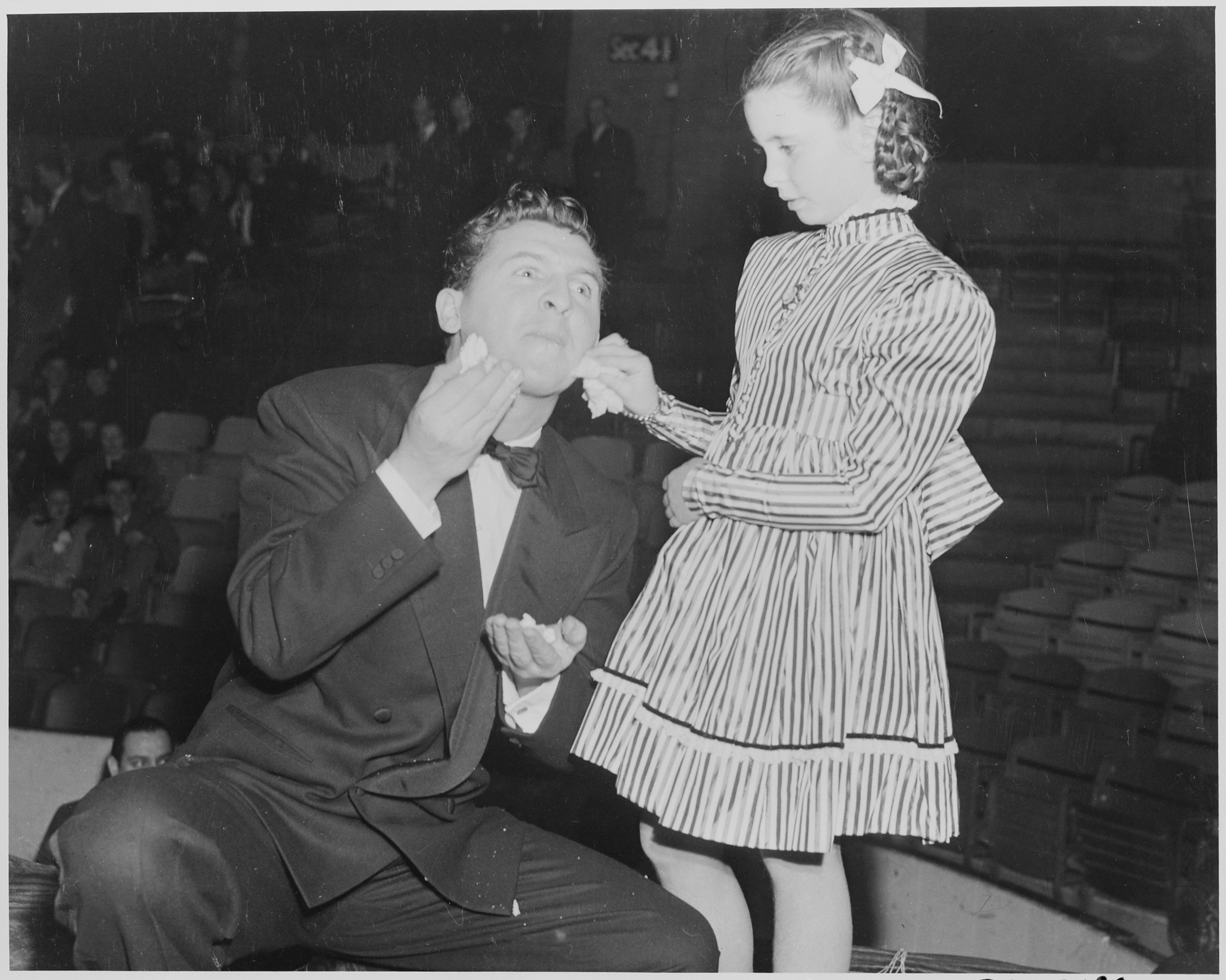
Eddie Bracken (1915–2002)

- Bracken, Helmut von (1899–1984), deutscher Psychologe, Mediziner und Pädagoge, Autor und Publizist
- Bracken, James (1909–1972), US-amerikanischer Songwriter sowie Mitbegründer von Vee-Jay Records
- Bracken, John (1883–1969), kanadischer Politiker
- Bracken, Kate (* 1990), schottische Schauspielerin
- Bracken, Raymond (1891–1974), US-amerikanischer Sportschütze
- Bracken, Rick von (* 1964), deutscher Musiker
- Bracken, Thomas († 1898), neuseeländischer Dichter, Journalist und Politiker
- Brackenborough, John (1897–1993), kanadischer Eishockeyspieler
- Brackenbury, Charles (1907–1959), britischer Automobilrennfahrer
- Brackenbury, Georgina (1865–1949), englisch-britische Künstlerin und Suffragette
- Brackenbury, Henry (1837–1914), britischer General und Autor
- Brackenbury, Marie (1866–1950), englisch-britische Künstlerin und Suffragette
- Brackenhammer, Friedrich von (1810–1889), deutscher evangelischer Theologe
- Brackenhoeft, Eduard (1845–1914), deutscher Rechtsanwalt und Politiker, MdHB
- Brackenridge, Henry Marie (1786–1871), US-amerikanischer Politiker
- Brackenridge, Hugh Henry (1748–1816), US-amerikanischer Dichter, Jurist und Politiker
- Brackens, Tony (* 1974), US-amerikanischer American-Football-Spieler
- Bracker, Friedrich (1875–1956), Präsident der bayerischen Staatsschuldenverwaltung
- Bracker, Jochen (1927–2023), deutscher Historiker
- Bracker, Jörgen (* 1936), deutscher Historiker und klassischer Archäologe, Direktor des Museums für Hamburgische Geschichte (1976–2001), Autor historischer Romane
- Bracker, Robert (1877–1970), deutscher Landrat, Präsident der bayerischen Landessynode
- Bracker, Ulrich (* 1953), deutscher Notar
- Brackert, Gisela (* 1937), deutsche Journalistin
- Brackert, Helmut (1932–2016), deutscher Mediävist und Hochschullehrer
- Brackett, Charles (1892–1969), US-amerikanischer Drehbuchautor
- Brackett, Frederick Sumner (1896–1988), US-amerikanischer Physiker und Spektroskopiker
- Brackett, John (1842–1918), US-amerikanischer Politiker
- Brackett, Leigh (1915–1978), US-amerikanische SchriftstellerinLeigh Brackett (1915–1978)

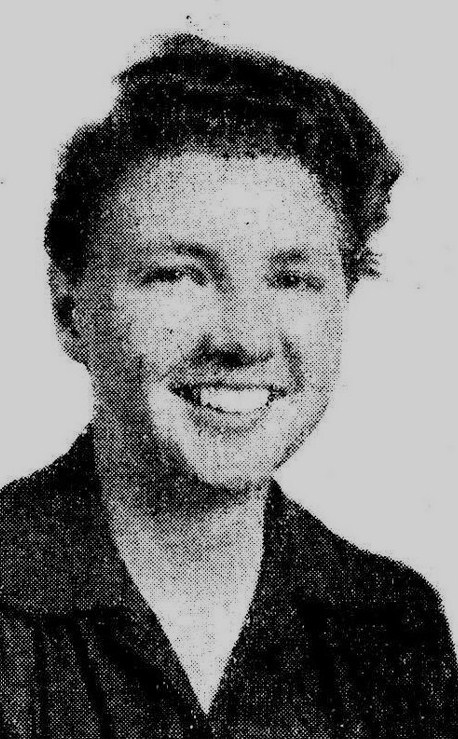
Leigh Brackett (1915–1978)

- Brackett, Walter M. (1823–1919), US-amerikanischer Maler
- Brackhane, Rainer (* 1944), deutscher Psychologe
- Brackins, Bobby (* 1988), US-amerikanischer Rapper
- Bräckle, Jakob (1897–1987), deutscher Maler
- Bräcklein, Jürgen (1938–2015), deutscher Jurist und Politiker (SPD), Oberstadtdirektor von Braunschweig
- Bräcklein, Paul (1882–1972), deutscher Polizist und Mundartdichter des westlichen Erzgebirges
- Bracklo, Eike-Edzard (* 1934), deutscher Diplomat
- Bracklo, Enno Paul (1886–1963), deutscher Generalkonsul
- Brackman, Arnold C. (1923–1983), US-amerikanischer Journalist und Buchautor
- Brackmann, Albert (1871–1952), deutscher Historiker
- Brackmann, Andrea (* 1964), deutsche Psychologin und Sachbuchautorin
- Brackmann, August Friedrich (1753–1828), deutscher lutherischer Geistlicher, Generalsuperintendent von Hildesheim
- Brackmann, Carl (1872–1931), deutscher Journalist
- Brackmann, Kurt (1912–1992), deutscher Jurist
- Brackmann, Norbert (* 1954), deutscher Politiker (CDU), MdB
- Brackmann, Oskar (1841–1927), deutschbaltischer Politiker
- Bračko, Brina (* 2000), slowenische Volleyballspielerin
- Bracks, Steve (* 1954), australischer Politiker und Premier von Victoria
- Brackvogel, Thomas (* 1954), deutscher Journalist

### Braco
- Braconnier, Charles-Marie de (1849–1917), belgischer Soldat und Kolonialadministrator
- Braconnot, Henri (1780–1855), französischer Chemiker, Botaniker und Pharmazeut
- Braconnot, Pascale, französische Klimatologin und Professorin für Klimawandel

### Bracq
- Bracq, Paul (* 1933), französischer Automobildesigner
- Bracq, Sören (* 2007), französischer Basketballspieler
- Bracquemond, Félix (1833–1914), französischer Maler, Grafiker und Porzellanmaler
- Bracquemond, Marie (1840–1916), französische MalerinMarie Bracquemond (1840–1916)

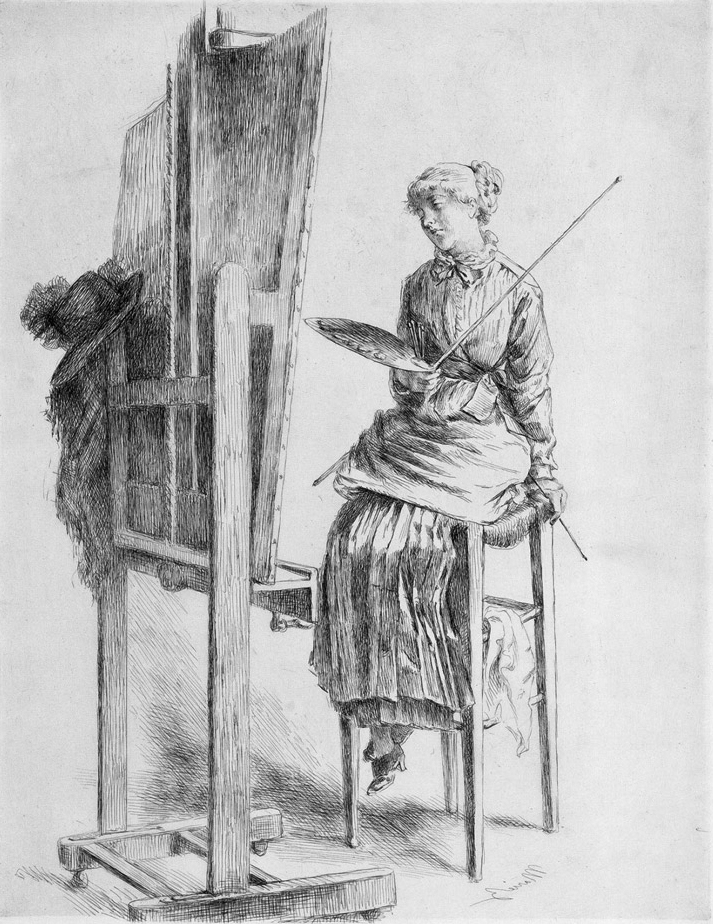
Marie Bracquemond (1840–1916)

### Bract
- Bracton, Henry de († 1268), englischer Kleriker und Jurist

### Bracu
- Bračun, Špela (* 1977), slowenische Skirennläuferin

### Bracy
- Bracy, Marvin (* 1993), US-amerikanischer Sprinter

### Bracz
- Braczko, Marian (1926–2015), polnischer Schachspieler und Schachfunktionär